# Seznam senatorjev tretje italijanske legislature
Seznam senatorjev 3. legislature Republike Italije je urejen po priimkih senatorjev.

## A
- Aimoni Teodosio
- Alberti Giuseppe
- Amigoni Pietro
- Angelilli Ugo
- Angelini Armando
- Angelini Cesare
- Angelini Nicola
- Arcudi Domenico
- Arnaudi Carlo
- Azara Antonio

## B
- Baldini Mario
- Banfi Arialdo
- Baracco Leopoldo
- Barbareschi Gaetano
- Barbaro Michele
- Bardellini Giuseppe
- Battaglia Edoardo
- Battista Emilio
- Bellisario Vincenzo
- Bellora Pietro
- Benedetti Luigi
- Bergamasco Giorgio
- Berlingieri Antonio
- Berti Giuseppe
- Bertola Ermenegildo
- Bertoli Giovanni
- Bertone Giovanni Battista
- Bisori Guido
- Bitossi Renato
- Bo Giorgio
- Boccassi Carlo
- Boggiano Pico Antonio
- Bolettieri Antonio
- Bonadies Antonio
- Bonafini Ugo
- Borgarelli Pietro
- Bosco Giacinto
- Bosi Ilio
- Braccesi Giorgio
- Braschi Giovanni
- Bruno Salvatore
- Buizza Angelo
- Busoni Jaures
- Bussi Antonio

## C
- Cadorna Raffaele
- Caleffi Pietro
- Canonica Pietro
- Capalozza Enzo
- Carboni Enrico
- Carelli Mario
- Caristia Carmelo
- Caroli Martino
- Caron Giuseppe
- Caruso Antonio
- Cecchi Pasquale
- Cemmi Angelo
- Cenini Pietro
- Cerabona Francesco
- Cerica Angelo
- Cerulli Irelli Giuseppe
- Cervellati Ennio
- Ceschi Stanislao
- Chabod Renato
- Chiola Vincenzo
- Cianca Alberto
- Cingolani Mario
- Conti Alfredo
- Corbellini Guido
- Cornaggia Medici Giovanni Maria
- Crespellani Luigi
- Criscuoli Gabriele
- Crollalanza Araldo

## D
- D'Albora Amedeo
- Dardanelli Giuseppe
- De Bosio Francesco
- De Giovine Alfonso
- De Leonardis Domenico
- De Luca Angelo
- De Luca Carlo
- De Luca Luca
- De Nicola Enrico
- Desana Paolo
- De Simone Salvatore
- De Unterrichter Guido
- Di Grazia Alfio
- Di Prisco Giuseppe
- Di Rocco Angelo
- Donati Guglielmo
- Donini Ambrogio

## E
- Einaudi Luigi

## F
- Fabbri Luigi
- Faravelli Giuseppe
- Fenoaltea Giorgio
- Ferrari Francesco
- Ferretti Lando
- Fiore Umberto
- Fiorentino Gaetano
- Florena Arcangelo
- Focaccia Basilio
- Forma Renzo
- Fortunati Paolo
- Franza Enea
- Franzini Guido

## G
- Gaiani Luigi
- Galli Michele
- Gallotti Balboni Luisa
- Garlato Giuseppe
- Gatto Simone
- Gava Silvio
- Gelmini Oreste
- Genco Giacinto
- Gerini Alessandro
- Giacometti Guido
- Gianquinto Giovanni Battista
- Giardina Camillo
- Giraudo Giovanni
- Gombi Bruno
- Gramegna Giuseppe
- Grampa Mario
- Granata Giuseppe
- Granzotto Basso Luciano
- Grava Carlo
- Greco Ludovico
- Gronchi Giovanni
- Guglielmone Teresio
- Guidoni Giulio

## I
- Imperiale Giuseppe
- Indelli Vincenzo
- Iorio Michelangelo

## J
- Jannaccone Pasquale
- Jannuzzi Onofrio
- Jervolino Angelo Raffaele
- Jodice Generoso

## L
- Lami Starnuti Edgardo
- Latini Carlo
- Leone Leo
- Lepore Antonio
- Lombardi Carlo
- Lombari Pietro
- Lorenzi Angelo
- Luporini Cesare
- Lussu Emilio

## M
- Macaggi Domenico
- Magliano Giuseppe
- Mammucari Mario
- Mancino Michele
- Marabini Andrea
- Marazzita Giuseppe
- Marchini Camia Francesco
- Marchisio Domenico
- Mariotti Luigi
- Martini Martino
- Masciale Angelo Custode
- Massari Oronzo
- Massimo Lancellotti Francesco
- Medici Giuseppe
- Mencaraglia Luciano
- Menghi Vincenzo
- Merlin Umberto
- Merloni Aristide
- Merzagora Cesare
- Merzagora Cesare
- Messeri Girolamo
- Micara Pietro
- Milillo Vincenzo
- Militerni Giuseppe Mario
- Minio Enrico
- Molè Enrico
- Molinari Giuseppe
- Moltisanti Dionisio
- Monaldi Vincenzo
- Moneti Alfredo
- Monni Antonio
- Montagnana Mario
- Montagnani Piero
- Moro Gerolamo Lino
- Mott Angelo Giacomo

## N
- Negri Alceo
- Nencioni Gastone
- Nenni Giuliana

## O
- Oliva Giorgio
- Ottolenghi Giacomo

## P
- Pagni Renato
- Pajetta Noè
- Palermo Mario
- Palumbo Giuseppina
- Papalia Giuseppe
- Paratore Giuseppe
- Parri Ferruccio
- Pasqualicchio Pasqualino
- Pastore Ottavio
- Pecoraro Antonio
- Pelizzo Guglielmo
- Pellegrini Giacomo
- Pennavaria Filippo
- Pennisi Di Floristella Agostino
- Pesenti Antonio
- Pessi Secondo
- Pezzini Cristoforo
- Piasenti Paride
- Picardi Bonaventura
- Picchiotti Giacomo
- Piccioni Attilio
- Pignatelli Gaspare
- Piola Giacomo
- Ponti Giovanni
- Primerano Francesco
- Pucci Raffaele

## R
- Ragno Luigi
- Restagno Pier Carlo
- Riccio Mario
- Ristori Pietro
- Roasio Antonio
- Roda Giuseppe
- Romano Antonio
- Romano Domenico
- Ronza Carlo
- Rosati Luigi Candido
- Ruggeri Luigi
- Ruini Meuccio
- Russo Luigi

## S
- Sacchetti Walter
- Salari Giuseppe
- Salomone Rocco
- Samek Lodovici Emanuele
- Sand Luis
- Sansone Luigi Renato
- Santero Natale
- Sartori Giovanni
- Savio Edgardo
- Scappini Remo
- Schiavone Domenico
- Scoccimarro Mauro
- Scotti Francesco
- Secchia Pietro
- Secci Emilio
- Sereni Emilio
- Sibille Giuseppe Maria
- Simonucci Bruno
- Solari Fermo
- Spagnolli Giovanni
- Spallino Lorenzo
- Spano Velio
- Spasari Tommaso
- Spezzano Francesco
- Sturzo Luigi

## T
- Tartufoli Amor
- Terracini Umberto
- Tessitori Tiziano
- Tibaldi Ettore
- Tinzl Karl
- Tirabassi Angelo Donato
- Tolloy Giusto
- Trabucchi Giuseppe
- Tupini Umberto
- Turani Daniele
- Turchi Francesco

## V
- Vaccaro Nicola
- Valenzi Maurizio
- Vallauri Ettore
- Valmarana Giustino
- Valsecchi Pasquale
- Varaldo Franco
- Vecellio Pietro
- Venditti Mario
- Venudo Attilio
- Vergani Pietro Ludovico

## Z
- Zaccari Raoul
- Zampieri Giuseppe
- Zanardi Ernesto
- Zane Francesco
- Zannini Gino
- Zanoni Emilio
- Zanotti Bianco Umberto
- Zelioli Lanzini Ennio
- Zoli Adone
- Zotta Mario
- Zucca Vincenzo